# 塞扬 (上加龙省)
塞扬（法語：Seilhan，法語發音：[sɛjɑ̃]）是法国上加龙省的一个市镇，属于圣戈当斯区。该市镇总面积4.68平方公里，2009年时的人口为202人。

## 人口
塞扬人口变化图示